# Manduca lucetius
Manduca lucetius är en fjärilsart som beskrevs av Rothschild 1894. Manduca lucetius ingår i släktet Manduca och familjen svärmare. Inga underarter finns listade i Catalogue of Life.

## Bildgalleri

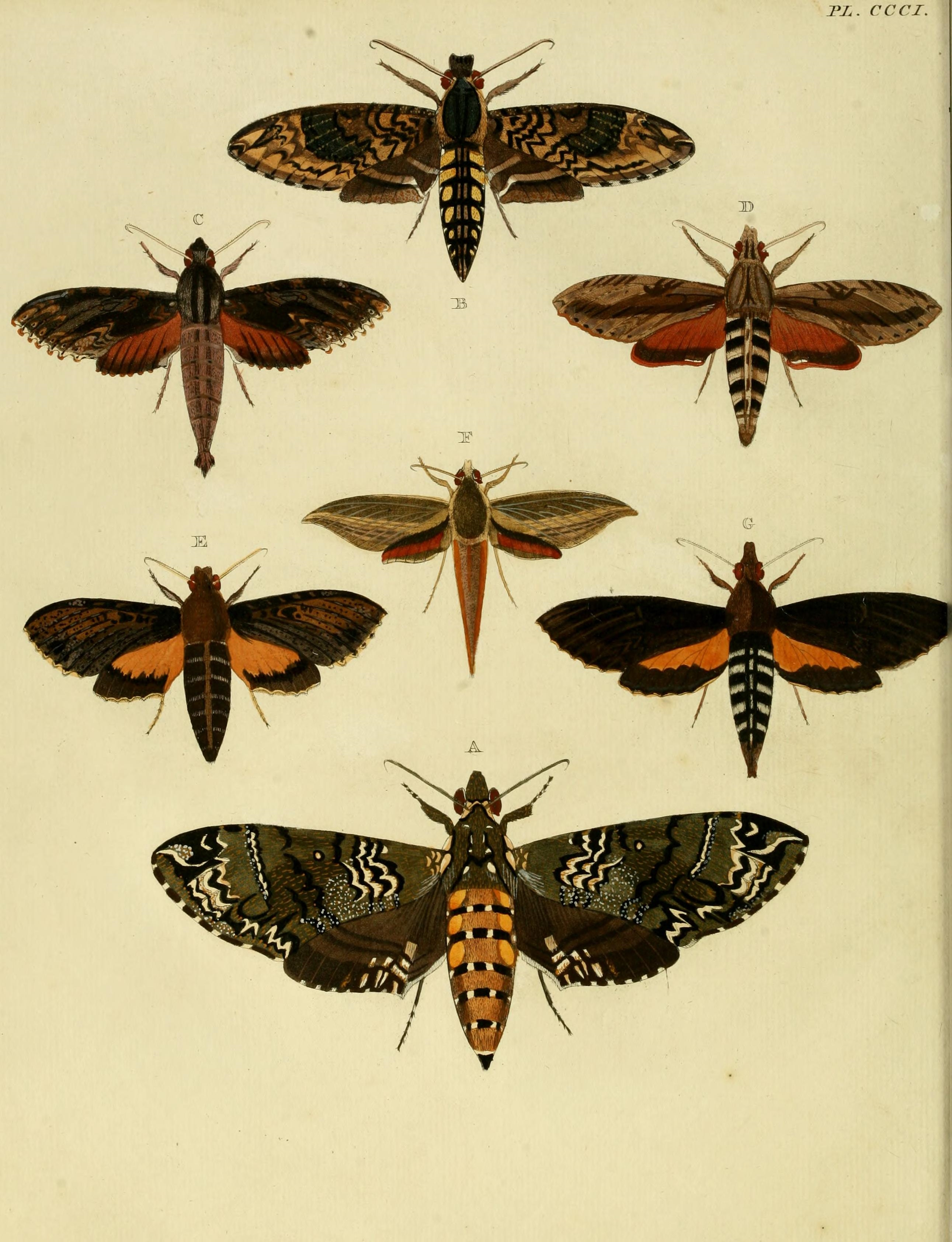
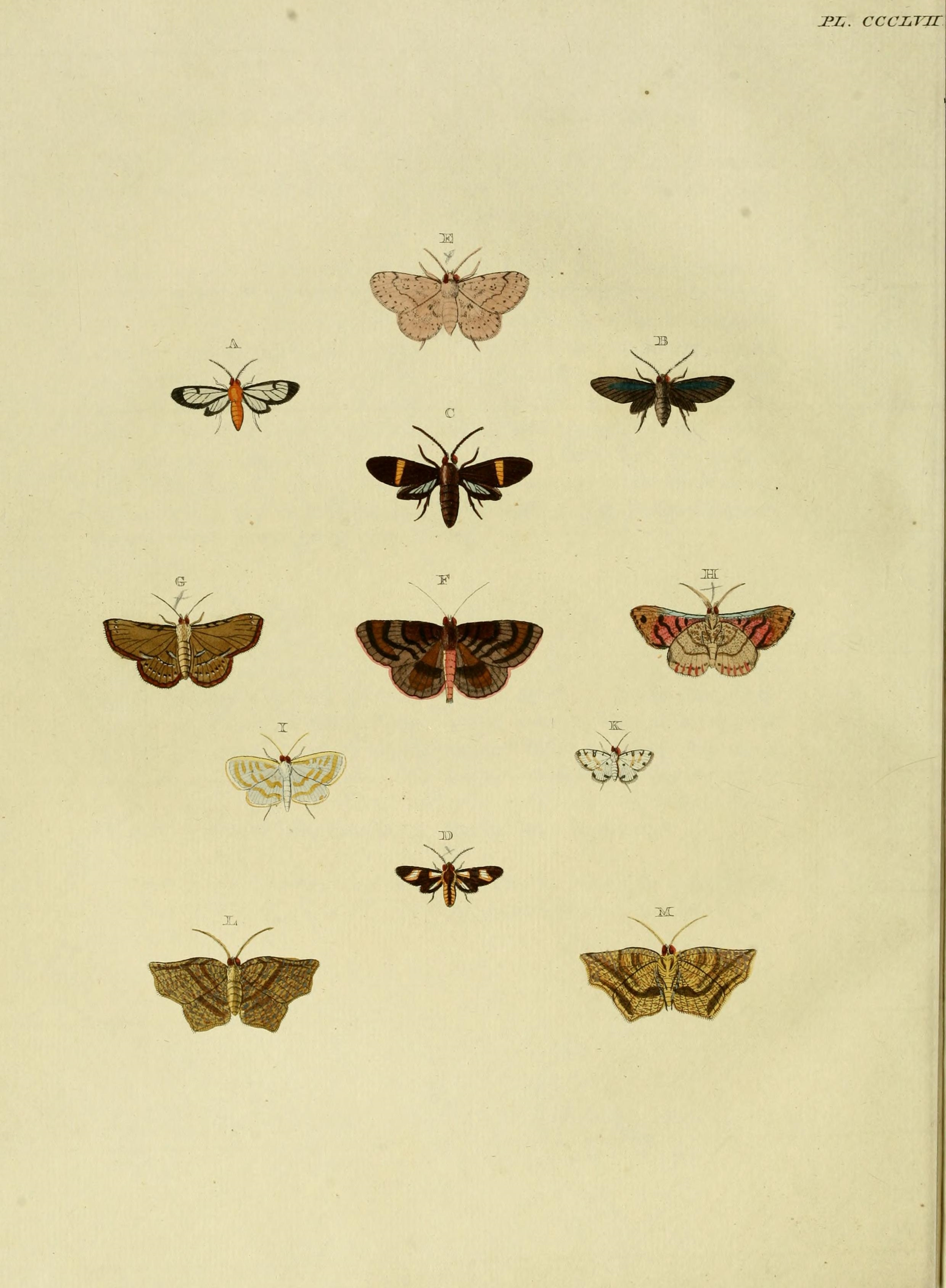
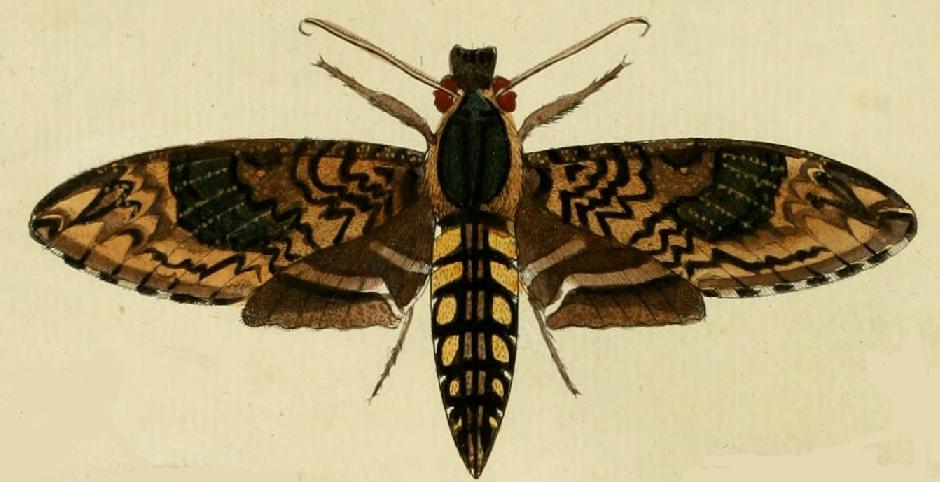